# Lijst van nummer 1-hits in Denemarken in 2020
Deze hits stonden in 2020 op nummer 1 in Tracklisten Top 40, de bekendste hitlijst in Denemarken.
| Datum        | Artiest                                                                       | Titel               |
| ------------ | ----------------------------------------------------------------------------- | ------------------- |
| 3 januari    | Burhan G & Frida Brygmann                                                     | Tinka               |
| 10 januari   | Lolo, Branco & Larry 44                                                       | Pub G               |
| 17 januari   | Lolo, Branco & Larry 44                                                       | Pub G               |
| 24 januari   | Lolo, Branco & Larry 44                                                       | Pub G               |
| 31 januari   | Lolo, Branco & Larry 44                                                       | Pub G               |
| 7 februari   | The Weeknd                                                                    | Blinding lights     |
| 14 februari  | The Weeknd                                                                    | Blinding lights     |
| 21 februari  | Branco & Gilli                                                                | La danza            |
| 28 februari  | Branco & Gilli                                                                | La danza            |
| 6 maart      | Branco & Gilli                                                                | La danza            |
| 13 maart     | Branco & Gilli                                                                | La danza            |
| 20 maart     | The Weeknd                                                                    | Blinding lights     |
| 27 maart     | The Weeknd                                                                    | Blinding lights     |
| 3 april      | The Weeknd                                                                    | Blinding lights     |
| 10 april     | The Weeknd                                                                    | Blinding lights     |
| 17 april     | The Weeknd                                                                    | Blinding lights     |
| 24 april     | Drake                                                                         | Toosie slide        |
| 1 mei        | The Weeknd                                                                    | Blinding lights     |
| 8 mei        | Topgunn & Branco                                                              | Sport               |
| 15 mei       | P3, Tessa, Lukas Graham, Mads Langer, Jada, Benjamin Hav, Clara & Don Stefano | Tættere end vi tror |
| 22 mei       | P3, Tessa, Lukas Graham, Mads Langer, Jada, Benjamin Hav, Clara & Don Stefano | Tættere end vi tror |
| 29 mei       | Lolo & Gilli                                                                  | Kiki                |
| 5 juni       | DaBaby & Roddy Ricch                                                          | Rockstar            |
| 12 juni      | DaBaby & Roddy Ricch                                                          | Rockstar            |
| 19 juni      | DaBaby & Roddy Ricch                                                          | Rockstar            |
| 26 juni      | Gilli                                                                         | L.U.V               |
| 3 juli       | Gilli                                                                         | L.U.V               |
| 10 juli      | Gilli                                                                         | Snik snak           |
| 17 juli      | Icekiid                                                                       | Errudumellahvad     |
| 24 juli      | Icekiid                                                                       | Errudumellahvad     |
| 31 juli      | Icekiid                                                                       | Errudumellahvad     |
| 7 augustus   | Icekiid                                                                       | Errudumellahvad     |
| 14 augustus  | KESI & Hans Philip                                                            | Blå himmel          |
| 21 augustus  | Lord Siva                                                                     | Solhverv            |
| 28 augustus  | Lord Siva                                                                     | Solhverv            |
| 4 september  | Lord Siva                                                                     | Solhverv            |
| 11 september | Lord Siva                                                                     | Solhverv            |
| 18 september | Lord Siva                                                                     | Solhverv            |
| 25 september | 24kGoldn & Iann Dior                                                          | Mood                |
| 2 oktober    | 24kGoldn & Iann Dior                                                          | Mood                |
| 9 oktober    | 24kGoldn & Iann Dior                                                          | Mood                |
| 16 oktober   | 24kGoldn & Iann Dior                                                          | Mood                |
| 23 oktober   | 24kGoldn & Iann Dior                                                          | Mood                |
| 30 oktober   | 24kGoldn & Iann Dior                                                          | Mood                |
| 6 november   | Jimilian & Fouli                                                              | Dejlig              |
| 13 november  | Jimilian & Fouli                                                              | Dejlig              |
| 20 november  | Branco                                                                        | Hundo               |
| 27 november  | 24kGoldn & Iann Dior                                                          | Mood                |
| 4 december   | 24kGoldn & Iann Dior                                                          | Mood                |
| 11 december  | Shawn Mendes & Justin Bieber                                                  | Monster             |
| 18 december  | Wham!                                                                         | Last Christmas      |
| 25 december  | Wham!                                                                         | Last Christmas      |
| 25 december  | Wham!                                                                         | Last Christmas      |